# Jerzy Jankowski

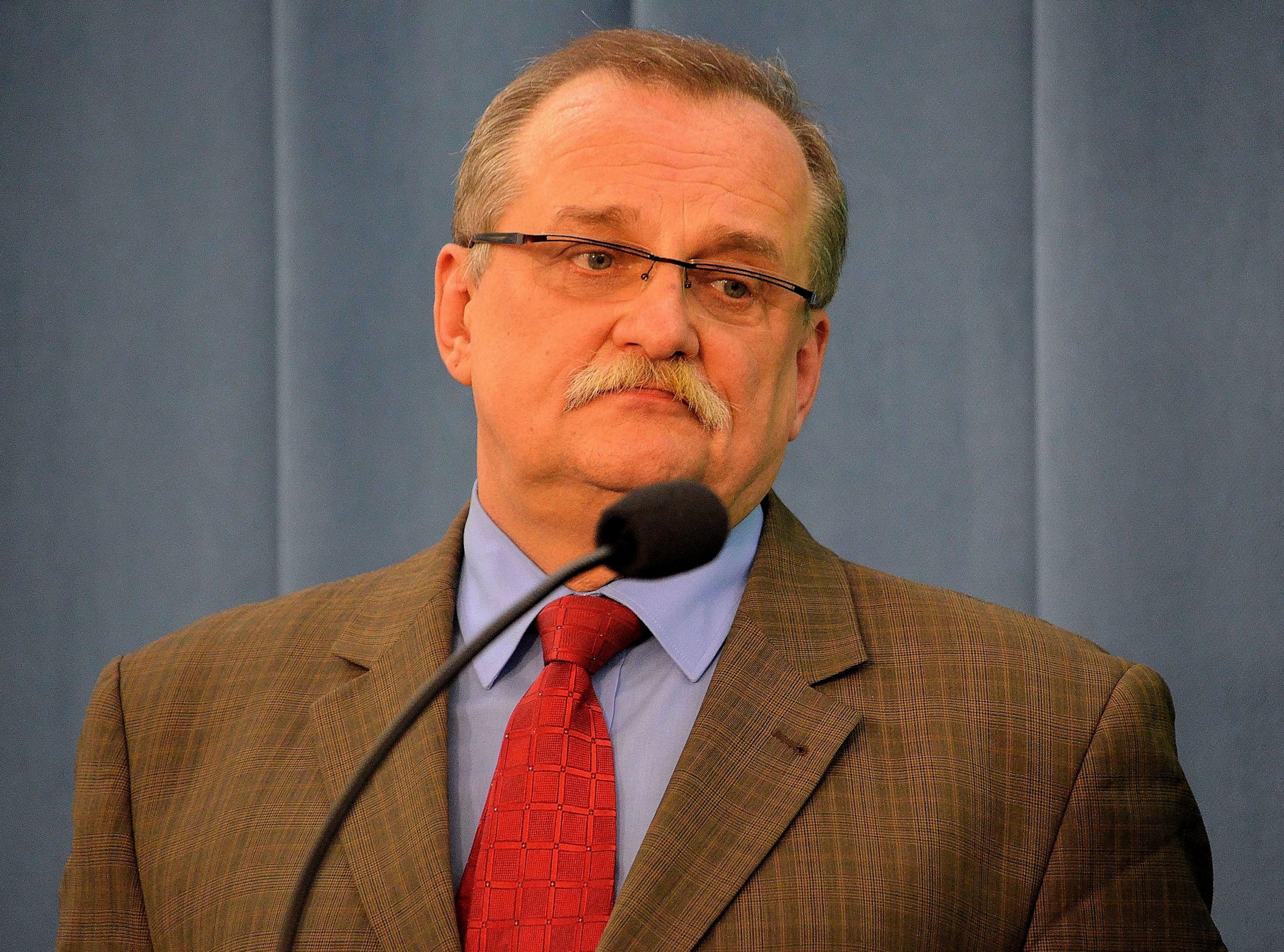
Jerzy Jankowski (2013)

Jerzy Jankowski (* 18. September 1953 in Stargard Szczeciński) ist ein polnischer Politiker (SLD). Er war Abgeordneter des Sejm in der I., II. und III. Wahlperiode.

## Leben und Beruf
Jankowski studierte Rechtswissenschaft an der Universität Breslau und schloss das Studium 1976 ab. Er arbeitete anschließend als Vorstandsvorsitzender der Wohnungsbaugesellschaft in Zgorzelec. Seit Anfang der 1990er Jahre leitete er den Nationalen Genossenschaftsrat. 1998 wurde er an der Wirtschaftsakademie Breslau promoviert. 1999 wurde ihm von der Geschichtsprofessorin Zofia Chyra-Rolicz Plagiat vorgeworfen. Die zuständige Kommission der Wirtschaftsakademie entzog ihm daraufhin den Doktortitel. Im Jahr 2003 wurde er an der Universität Białystok erneut promoviert. Auch an dieser Arbeit entzündet sich Kritik.

## Politik
Bei der ersten vollständig freien Sejmwahl 1991 wurde Jankowski für die SLD gewählt. Bei den Wahlen 1993 und 1997 wurde er jeweils wiedergewählt. Bei der Parlamentswahl 2001 kandidierte er erneut, wurde aber nicht wiedergewählt.

## Ehrungen
- 2002 Goldenes Verdienstkreuz der Republik Polen[6]